# ليندا دورانت
ليندا دورانت (بالإنجليزية: Lynda Durrant)‏ هي كاتبة للأطفال وكاتِبة أمريكية، ولدت في 17 ديسمبر 1954.